# Інститут збереження Гетті
Інститут збереження Гетті (англ. Getty Conservation Institute, GCI) — приватна міжнародна науково-дослідна установа, присвячена просуванню практики збереження шляхом створення і поширення знань, що належить до J. Paul Getty Trust, що розмішена на заході Лос-Анджелеса.
Інститут збереження Гетті розташовано у Центрі Гетті, також — на Віллі Гетті. Почав роботу в 1985 році.
Інститут збереження Гетті «служить спільноті збереження за допомогою наукових досліджень, освіти та підготовки кадрів, модельних проєктів на місцях, а також поширення результатів своєї власної роботи і роботи інших» і «дотримується принципів, які спрямовують роботу Гетті: обслуговування, філантропія, навчання, а також доступність». Інститут збереження Гетті проводить діяльність у напрямках збереження мистецтва та архітектурного збереження.
Інститут збереження Гетті проводить наукові дослідження, пов'язані зі збереженням мистецтва, пропонує офіційні програми освіти та професійної підготовки, і опублікував ряд наукових книг. GCI підтримує проєкти на місцях в усьому світі для збереження культурної спадщини.